# Hugo Björne
Ernst Hugo Alexis Olsson, né le 4 février 1886 à Varberg (Halland) et mort le 14 février 1966 à Stockholm, est un acteur suédois, connu sous le nom de scène de Hugo Björne.

## Biographie
Au théâtre (où il débute en 1907), Hugo Björne joue souvent sur les scènes de Stockholm, dont l'Oscarsteatern (ex. : L'École de la médisance de Richard Brinsley Sheridan en 1928) et le Vasateatern (ex. : Hamlet de William Shakespeare en 1934).
Toujours à Stockholm, entre 1937 et 1962, il joue aussi au théâtre dramatique royal (le Dramaten), entre autres dans L'École des femmes de Molière (1947, avec Rune Carlsten), La Dame aux camélias d'Alexandre Dumas fils (1956, avec Inga Tidblad dans le rôle-titre), ou encore La Mouette d'Anton Tchekhov (1961, avec Eva Dahlbeck et Ulf Palme).
Au cinéma, dès la période du muet, il contribue à plus de cent-trente films suédois sortis entre 1913 et 1963, dont Ingeborg Holm de Victor Sjöström (1913, avec Hilda Borgström dans le rôle-titre), Le Vieux Manoir de Mauritz Stiller (1923, avec Einar Hanson et Mary Johnson), Intermezzo de Gustaf Molander (1936, avec Inga Tidblad et Ingrid Bergman), Tourments (1944, avec Stig Järrel et Alf Kjellin) et Barabbas (1953, avec Ulf Palme dans le rôle-titre).
Ces deux derniers films sont réalisés par Alf Sjöberg qui le dirige de nombreuses fois, à l'écran et au Dramaten (notamment dans The Lady's Not for Burning de Christopher Fry en 1951, avec Eva Dahlbeck et Jarl Kulle).

## Théâtre (sélection)
(pièces jouées à Stockholm)

### Oscarsteatern
- 1926 : Dollar de Hjalmar Bergman, mise en scène de John W. Brunius : Kurt Balzar
- 1927 : La Mégère apprivoisée (Så tuktas en argbigga) de William Shakespeare : Lucentio
- 1928 : L'École de la médisance (Skandalskolan) de Richard Brinsley Sheridan : Joseph Surface
- 1929 : Journey's End (Männen vid fronten) de R. C. Sherriff : le colonel
- 1930 : Gustav Vasa d'August Strindberg : Herman Israel
- 1931 : Peter Pan de J. M. Barrie : le capitaine Crochet

### Vasateatern
- 1932 : Candida de George Bernard Shaw, mise en scène de Gösta Ekman : James Mavor Morell
- 1933 : La Banque Némo (Banken) de Louis Verneuil : Charles Némo
- 1934 : Hamlet de William Shakespeare : Horatio
- 1940 : Le Phénix (Fågel Fenix) de Kaj Munk : Allan

### Dramaten
- 1937 : Svenska Sprätthöken de Carl Gyllenborg, mise en scène de Rune Carlsten : le baron Stadig
- 1939 : La Défaite (Nederlaget) de Nordahl Grieg, mise en scène de Svend Gade : le général Gallifet
- 1944 : À Damas, 2e partie (Till Damaskus II) d'August Strindberg : le confesseur
- 1945 : Vår offödde son de Vilhelm Moberg, mise en scène d'Alf Sjöberg : Jansson
- 1947 : L'École des femmes (Äktenskapsskolan) de Molière, mise en scène de Rune Carlsten : Oronte
- 1948 : Réunion de famille (Släktmötet) de T. S. Eliot, mise en scène d'Alf Sjöberg : le colonel Gerald Piper
- 1949 : Anne des mille jours (En dag av tusen) de Maxwell Anderson, costumes de Marik Vos-Lundh : le cardinal Wolsey
- 1950 : La Folle de Chaillot (Tokiga grevinnan) de Jean Giraudoux : le baron
- 1951 : The Lady's Not for Burning (Kvinnan bör inte brännas) de Christopher Fry, mise en scène d'Alf Sjöberg : Edward Tappercoom
- 1952 : Le Revizor (Revisorn) de Nicolas Gogol, mise en scène de Rune Carlsten, décors et costumes de Marik Vos-Lundh : Ammos Fiodorovitch Liapkine-Tiapkine
- 1953 : Un mois à la campagne (En månad på landet) d'Ivan Tourgueniev, mise en scène de Mimi Pollak, costumes de Marik Vos-Lundh : Afanasi Ivanovitch Bolchintsov
- 1955 : La Dame aux camélias (Kameliadamen) d'Alexandre Dumas fils, décors et costumes de Marik Vos-Lundh : Georges Duval
- 1956 : Les Revenants (Gengångare) d'Henrik Ibsen : le menuisier Engstrand
- 1957 : Léa et Rachel (Lea och Rakel) de Vilhelm Moberg, mise en scène de Rune Carlsten : Laban
- 1958 : Mesure pour mesure (Lika för lika) de William Shakespeare, mise en scène d'Alf Sjöberg : le policier Le Coude
- 1959 : La Puissance des ténèbres (Mörkrets makt) de Léon Tolstoï, mise en scène d'Alf Sjöberg, costumes de Marik Vos-Lundh : un paysan
- 1960 : Un ennemi du peuple (En folkfiende) d'Henrik Ibsen : Morten Kill
- 1961 : La Mouette (Måsen) d'Anton Tchekhov, mise en scène d'Ingmar Bergman : Piotr Nikolaïevitch Sorine
- 1962 : Le Voyage (Resan) de Georges Schehadé, mise en scène d'Alf Sjöberg : le señor Panetta

### Autres lieux
- 1925 : Le Monsieur de cinq heures (Herrn som kommer klockan 5) de Maurice Hennequin et Pierre Veber (Théâtre suédois) : Mondredon
- 1941 : Le Songe d'une nuit à l'usine (Midsommardröm i fattighuset) de Pär Lagerkvist (Blancheteatern (en)) : Lame Fredrik

## Filmographie partielle
- 1913 : Ingeborg Holm de Victor Sjöström : un paysan
- 1913 : Sourires et Larmes (Löjen och tårar) de Victor Sjöström : Larsson, le maçon
- 1918 : Leur premier né (Thomas Graals bästa barn) de Mauritz Stiller : un invité du mariage
- 1919 : La Voix des ancêtres (Ingmarssönerna) de Victor Sjöström : un commis de ferme
- 1920 : Dureté d'âme (Thora van Deken) de John W. Brunius : Niels Engelstoft
- 1922 : La Maison cernée (Det omringade huset) de Victor Sjöström : un officier
- 1923 : Le Vieux Manoir (Gunnar Hedes saga) de Mauritz Stiller : M. Hede
- 1924 : Gravarna på Svansta de Sigurd Wallén : Per Storm
- 1925 : Charles XII (Karl XII) de John W. Brunius : Frédéric IV de Holstein-Gottorp
- 1925 : Les Maudits (Ingmarsarvet) de Gustaf Molander : le capitaine de L'Univers
- 1926 : Fänrik Ståls sägner de John W. Brunius : Von Schwerin
- 1928 : Synd de Gustaf Molander : le peintre Adolphe
- 1930 : Doktorns hemlighet de John W. Brunius : Hugo Paton
- 1933 : Kamske en diktare de Lorens Marmstedt : le juge
- 1934 : Petterson – Sveridge de Sigurd Wallén : le major Bergman
- 1934 : Sången till henne d'Ivar Johansson
- 1934 : Kvinnorna kring Larsson de Schamyl Bauman : le capitaine de cavalerie Ahrenskiöld
- 1935 : Ungkarlspappan de Gustaf Molander : Erik Lundgren
- 1936 : Samvetsömma Adolf de Sigurd Wallén : le major Waern
- 1936 : Intermezzo de Gustaf Molander : Thomas Stenborg
- 1937 : Familjen Andersson de Sigurd Wallén : l'avocat Nyhlén
- 1939 : Emilie Högquist de Gustaf Molander : Westerstrand
- 1940 : Kronans käcka gossar de Sigurd Wallén : l'industriel Skogsberg
- 1940 : Alle man på post d'Anders Henrikson : le prêtre militaire
- 1941 : Striden går vidare de Gustaf Molander : le juge
- 1941 : I natt – eller aldrig de Gustaf Molander
- 1941 : Första divisionen de Hasse Ekman : l'ophtalmologiste
- 1941 : Lasse-Maja de Gunnar Olsson
- 1942 : Le Chemin du ciel (Himlaspelet) d'Alf Sjöberg : le prophète Élie
- 1942 : Rid i natt! de Gustaf Molander : Petrus Magni
- 1942 : Lågor i dunklet de Hasse Ekman : le principal
- 1943 : La Femme en noir (Anna Lans) de Rune Carlsten : le major Hellström
- 1943 : Det brinner en eld de Gustaf Molander : le général Wollert
- 1943 : Tåg 56 d'Anders Henrikson : Gustav Rylander
- 1944 : Tourments (Hets) d'Alf Sjöberg : Dr Nilsson
- 1944 : En dag skall gry de Hasse Ekman : Dr Falck
- 1944 : Hemsöborna de Sigurd Wallén : le professeur
- 1944 : Den osynliga muren de Gustaf Molander : le major Wolter
- 1944 : Prins Gustaf de Schamyl Bauman  : le professeur Alm
- 1945 : Brott och straff de Hampe Faustman : Marmeladov
- 1945 : Galgmannen de Gustaf Molander : le général russe
- 1946 : Möte i natten de Hasse Ekman : le directeur Rylander
- 1947 : Ingen väg tillbaka d'Edvin Adolphson : Jespeersen
- 1948 : Nu börjar livet de Gustaf Molander : Eliasson
- 1948 : Lars Hård de Hampe Faustman : Sundvall
- 1949 : Rien qu'une mère (Bara en mor) d'Alf Sjöberg : Eniel
- 1950 : Den vita katten de Hasse Ekman : « Väglusen »
- 1952 : Trots de Gustaf Molander : le père de Blaye
- 1953 : Barabbas d'Alf Sjöberg : un lépreux dans la Vallée de la Mort
- 1953 : I dimma dold de Lars-Eric Kjellgren : Fredrik Sjövall
- 1954 : Karin Månsdotter d'Alf Sjöberg : le vicaire Jonas Persson
- 1954 : Her Arnes penningar de Gustaf Molander : M. Arne
- 1956 : Egen ingång de Hasse Ekman : Hans Gabrielsson
- 1956 : Le Dernier Couple qui court (Sista paret ut) d'Alf Sjöberg : le professeur Jacobi
- 1957 : En drömmares vandring de Lars-Magnus Lindgren : le père de Dan
- 1959 : Himmel och pannkaka de Hasse Ekman : Manfred Fredriksson
- 1960 : Le Juge (Domaren) d'Alf Sjöberg : le maire
- 1962 : Vita frun d'Arne Mattsson : l'avocat